# Oda Omvendt
Oda Omvendt er en dansk tv-serie for børn, der blev udviklet til Ramasjang og sendes på DR. Den havde premiere i 2018. Den er skrevet og udviklet af Ida Mule Scott og Iben Albinus Sabroe og instrueret af Oliver Ussing.

## Handling
For Oda Omvendt vender alting på hovedet. Hun blev født af sin far med fødderne først, og lige siden har hun vendt hele verden på hovedet. Hun kæmper imod pædagogen Balder og hans regler over børnene, og med sin magiske zapper i hånden og slagordet ”Omrejsende i omvendinger” får hun Balder og alle andre voksne til at blive sjove og fantasifulde.

## Medvirkende
- Laura Hancock (2018) og Coco Hjardemaal (2019-2020) - Oda Omvendt
- Andreas Jebro - Balder
- Jesper Ole Feit Andersen - Keldsen
- Anton Albinus Sabroe - Dreng i intro
- Dagmar Mule Scott Struve - Pige i intro
- Vilje Gabrielle Katring-Rasmussen - Emma
- Esaiah Samuel Mehlsen - Jonas
- Isabel Sauham Ahmad - Anissa
- Carl Louis Jessen - Emil
- Asta Nordberg Sejerøe - Christiane
- William Mikkel Andersen - Adel
- Amalie Gotha Frandsen - Clara
- Gudrun Brandt Hoppe Rosenlund - Stine
- Ella Simone Koppel - Amalie
- Marie Dalsgaard - Ingrid
- Kasper Løfvall Stensbirk - Kenneth
- Morten Brovn Jørgensen - Nikolaj
- Adam Ild Rohweder - Allan
- Louis Christopher Kamradt - Karl
- Laura Allen Müller - Ananya
- Cyron Melville - Kim
- Julie Meilstrup - Anna
- Peder Bille - Sigurd
- Farshad Kholghi - Dev
- Thomas Hwan - Thomas
- Johanne Louise Schmidt - Johanne
- Sandra El--Hussein - Sana
- Dan Zahle - Johan
- Alba Leivsgarð Kronborg - Unge Oda
- Emerson Oppenlænder - Unge Balder
- Nicolas Bro - Jens
- Laura Bro - Lise
- Amalie Lindegård - Kamma
- Leonora Elisabeth Eriksen - Alva
- Alexander Frederik Jakobsen - Asger
- Zelma Oforiwaa Sjödin-Ameyaw - Kirsten
- Marcus Holm Jensen - Mats
- August Mønsted - Lou
- Anisa Khazaei Kojour - Samira
- Ronja Johanne Lomholt Brandt - Esther
- Karoline Gotha Jørgensen - Ella
- Albert Langkjær - Keldsen som barn
- Thomas Levin - Adam
- Laura Christensen - Dorthe
- Neel Rønholt - Andrea
- Rasmus Hammerich - Peter
- Andreas Jessen - Niels
- Dulfi Al-Jabouri - Youssef
- Ditte Arnth - Karla
- Niels Martin Eriksen - Jon
- Pegah Booyash - Juliane
- Ellie Jokar - Aisha
- Ingrid Helena Nielsen - Emma
- Mohamed Ali Osman - Ernst
- Nina Christrup - Pernille

## Produktion
Oda Omvendt er skabt af manuskriptforfatterne Ida Mule Scott og Iben Albinus Sabroe. Serien blev instrueret af Oliver Ussing og produceret af SAM Productions til Ramasjang under redaktøren Pelle Møller.
Intromusikken er lavet af Katinka Bjerregaard, Daniel Fält og Marie Keis Uhre, som vandt Carl Prisen for den. Serien er desuden blevet købt af det franske Canal+ under navnet Oda tête en bas.

## Sjove fakta
- I Oda Omvendt vender alting på hovedet, hvilket fik en del forældre til fejlagtigt at tro, at børnene i serien vendte deres iPads på hovedet.
- Oda Omvendt var med i Cirkus Summarum i 2020 i skikkelse af Coco Hjardemaal.[5]
- Seriens skabere Ida Mule Scott og Iben Albinus Sabroe optræder begge i seriens intro sammen med deres respektive børn.[6]